# El Greco (album)
El Greco est un album classique de 1998 du compositeur et interprète de musique électronique grec Vangelis. Le titre fait référence à l'homme qui a inspiré la composition, Dominikos Theotokópoulos (connu sous le nom d’El Greco, « Le Grec » ; 1541-1614), le peintre et sculpteur de la Renaissance espagnole . Il se compose de dix longs mouvements exécutés sur des instruments électroniques.

## Aperçu
Cet album est une extension d'un album précédent de Vangelis, Foros Timis Ston Greco, sorti en 1995 en édition limitée. Pour cette version générale, l'ordre des pistes a été réorganisé, trois nouvelles pistes ont été ajoutées et le titre de l'album a été modifié.
Vangelis a composé et arrangé l'album et a joué tous les instruments, accompagné d'un chœur dirigé par Ivan Cassar. La musique est dans un style byzantin[réf. nécessaire] mais sonnant contemporain en raison de son utilisation de synthétiseurs. La soprano Montserrat Caballé et le ténor Konstantinos Paliatsaras sont invités chacun sur un mouvement.
L'album atteint la soixante-sixième place en France et la soixante-quatorzième en Allemagne du classement des ventes. Au Billboard New Age Albums, le classement a culminé à la neuvième position.
L'illustration de l'album est Le Gentilhomme à la main sur la poitrine d’El Greco.

## Liste des pistes
Tous les titres sont de Vangelis.
Entre parenthèses, correspondance avec l’ordre des pistes de Foros Timis Ston Greco.
1. Movement I (Movement I) - 10:4
2. Movement II (Movement II) - 5:18
3. Movement III (nouveau) – 6:48
4. Movement IV (Movement III) - 6:21
5. Movement V (nouveau) – 4:30
6. Movement VI (Movement V) - 7:52
7. Movement VII (nouveau) – 3:18
8. Movement VIII (Movement IV) - 9:43
9. Movement IX (Movement VI) – 12
10. Movement X (Épilogue) (Movement VII) - 6:21

Movements IV, V et VI ont été inclus dans la compilation Reprise 1990–1999 de Vangelis.

## Distribution
- Montserrat Caballé : soprano
- Konstantinos Paliatsaras : ténor
- Philippe Colonna : ingénieur, enregistrement
- Rob Dickins : direction artistique
- Fredrick Rousseau : ingénieur, enregistrement
- Vangelis : synthétiseurs, arrangeur, producteur, notes de pochette